# Marcello Bartalini
Marcello Bartalini (Empoli, 12 maart 1962), is Italiaans een voormalig wielrenner.
Bartalini won tijdens de Olympische Zomerspelen 1984 samen met zijn ploeggenoten de gouden medaille op de 100 kilometer ploegentijdrit.
Bartalini was in 1988 en 1989 beroepsrenners zonder veel succes.

## Resultaten op kampioenschappen
| Jaar | WK             | Olympische Zomerspelen |
| ---- | -------------- | ---------------------- |
| 1984 |                | ploegentijdrit         |
| 1985 | ploegentijdrit |                        |

1960: Trapè, Bailetti, Cogliati, Fornoni ·
1964: Zoet, Dolman, Karstens, Pieterse ·
1968: Zoetemelk, Den Hertog, Krekels, Pijnen ·
1972: Jardi, Komnatov, Lichatsjov, Sjoekov ·
1976: Tsjoekanov, Tsjaplygin, Kaminski, Pikkuus ·
1980: Kasjirin, Logvin, Sjelpakov, Jarkin ·
1984: Bartalini, Giovannetti, Poli, Vandelli ·
1988: Ampler, Kummer, Landsmann, Schur ·
1992: Dittert, Meyer, Peschel, Rich